# 波兰苏维埃社会主义共和国
波兰苏维埃社会主义共和国是十月革命后欧洲各地掀起苏维埃政权运动（包括德国十一月革命是建立的苏维埃政权还有匈牙利苏维埃共和国等）之时，在苏俄红军西征抗击波兰白军时预备未来在波兰建立的苏维埃政权，由于后来失败故没有正式建立起来。该国只有建立前的西征红军以苏维埃乌克兰和苏维埃加利西亚在波兰的部分占领根据地为依靠红军临时性政权。虽然苏维埃波兰没有正式建立起来，但是其苏军征战波兰建立起政权的过程在不少文化作品中都有体现，如苏联的著名小说《钢铁是怎样炼成的》中就有关于主人公回忆当年红军在波兰建立苏维埃政权的故事，其次波兰电影《华沙保卫战》中对此历史也有描述。